# Amitié (philosophie)
Pour les articles homonymes, voir Amitié (homonymie).
L’amitié est un concept philosophique important, notamment en éthique.

## Philosophie antique
La tradition philosophique ancienne occupe une place problématique au regard de la philosophie de l'amitié : il n'existe pas d'équivalent exact du concept moderne d'amitié en grec ancien. La philia, usuellement traduite par amitié embrasse un rayon de relations beaucoup plus vaste, notamment familiales ou économiques. Ces incertitudes soulignent la nature culturelle et relative du concept moderne d'amitié, indissociable de la manière dont des sociétés qualifient et délimitent les différentes formes de relations humaines.

### Platon
Bien que Platon n'ait pas théorisé explicitement l'amitié, une lecture transversale de ses grands textes permet de dégager une idée de la philia comme recherche commune de la vertu.
- dans le Lysis, le dialogue visant à donner une définition de l'amitié débouche sur une aporie.
- dans le Phèdre, l'analyse de l'amitié (philia) est entremêlée à l'analyse d'éros ;

- dans La République, description de la république idéale menée dans le but de découvrir la définition de la justice, la communauté des hommes peut être décrite comme une forme d'amitié[2].

### Aristote
Aristote distinguait trois sortes d'amitié (philia) :
- l'amitié en vue du plaisir ;
- l'amitié en vue de l'intérêt ;
- l'amitié des hommes de bien, semblables par la vertu.

Pour Aristote, la seule véritable amitié est l'amitié vertueuse. Cette dernière est recherchée par tout homme, même si tout homme ne la rencontre pas nécessairement. Elle peut naître entre deux individus d'« égale vertu » selon le philosophe et se distingue de l'amour en cela que l'amour crée une dépendance entre les individus. Toujours selon Aristote, l'ami vertueux (« véritable ») est le seul qui permet à un homme de progresser car l'ami vertueux est en réalité le miroir dans lequel il est possible de se voir tel que l'on est. Cette situation idéale permet alors aux amis de voir leur vertu progresser, leur donnant ainsi accès au bonheur, notion évoquée dans le dernier livre de l’Éthique à Nicomaque et qui est, pour Aristote, la plus importante.
Aristote pose ainsi l'amitié (véritable) comme prérequis indispensable pour accéder au bonheur.

### Cicéron
Au Ier siècle av. J.-C., dans son traité philosophique De l'amitié (en latin Laelius de amicitia), Cicéron a défini l'amitié : « Entente en toutes choses divines et humaines, accompagnée de bienveillance et de charité »
.

## Renaissance et ère moderne

### L'amitié courtoise. Les Précieuses. L'égalité des sexes. L'amitié hommes/femmes
Les clercs savants de la Renaissance du XIIe siècle ont pour modèle la conception de l'amitié détachée du stoïcisme cicéronien et sénéquien qui s'inscrit comme une voie vers la sagesse.
René Nelli, que cite Jacqueline Kelen, explique dans son livre L'érotique des troubadours : « Les femmes ont longtemps aspiré à être "en amitié", en confiance, avec l'homme, parce qu'elles redoutaient de n'être pour lui qu'un objet sexuel (…) L'amour, en tant que "bienveillance" de l'homme pour la femme, n'a pu prendre conscience de lui-même, en Occident, que lorsque les amants eurent appris, en dehors du mariage, et par une sorte d'analyse idéale, à dissocier la communion animique de l'acte charnel et à spiritualiser, dans l'égalité, leurs relations avec leurs maîtresses sur le modèle de l'amitié masculine. » Elle cite également comme exemples historiques les Précieuses et les femmes tenant salon au XVIIIe siècle. Mais, poursuit-elle, « c'est depuis que la femme a recouvré son statut de personne égale que l'amitié peut se développer entre homme et femme, dans le milieu professionnel et aussi dans la sphère du privé. »

### François de Sales
Dans Introduction à la vie dévote (1619) François de Sales écrit : 
« L'amour tient le premier rang entre les passions de l'âme : c'est le roi de tous les mouvements du cœur, il convertit tout le reste à soi et nous rend tels que ce qu'il aime. Prenez donc bien garde, ma Philothée, de n'en point avoir de mauvais, car tout aussitôt, vous seriez toute mauvaise. Or l'amitié est le plus dangereux amour de tous, parce que les autres amours peuvent être sans communication [échange et participation], mais l'amitié étant totalement fondée sur icelle, on ne peut presque l'avoir avec une personne sans participer à ses qualités [manières d'être]. Tout amour n'est pas amitié car,
1. On peut aimer sans être aimé, et lors il y a de l’amour, mais non pas de l’amitié, d’autant que l’amitié est un amour mutuel, et s’il n’est pas mutuel ce n’est pas amitié ;
2. Et ne suffit pas qu’il soit mutuel, mais il faut que les parties qui s’entr’aiment sachent leur réciproque affection, car si elles l’ignorent elles auront de l’amour, mais non pas de l’amitié.
3. Il faut avec cela qu’il y ait entre elles quelque sorte de communication qui soit le fondement de l’amitié. »

### De Montaigne à Teilhard de Chardin

Raphaël, Autoportrait avec un ami, 1517-1519.

Le texte suivant est bien connu mais l'on n'en fait souvent lire que le premier paragraphe : 
« Au demeurant, ce que nous appelons ordinairement amis et amitiez, ce ne sont qu'accoinctances et familiaritez nouees par quelque occasion ou commodité, par le moyen de laquelle nos âmes s'entretiennent. En l'amitié dequoy je parle, elles se meslent et confondent l'une en l'autre, d'un meslange si universel, qu'elles effacent, et ne retrouvent plus la cousture qui les a joinctes. Si on me presse de dire pourquoy je l'aymoys, je sens que cela ne se peut exprimer, qu'en respondant : Par ce que c'estoit luy, par ce que c'estoit moy. »

#### Le divin dans l'amitié d'Augustin à Montaigne
Le mélange des volontés chez Montaine fait songer à ce que dit Teilhard de Chardin dans Le milieu divin:
« J'ai ardemment goûté la joie surhumaine de me rompre et de me perdre dans l'âme de ceux à qui me destinait la bien mystérieuse dilection humaine.»
En fait, Montaigne écrivait déjà des lignes aussi fortes – sinon plus fortes – que le célèbre jésuite à propos de la Boétie : 
«  Quand Lælius en presence des Consuls Romains, lesquels après la condemnation de Tiberius Gracchus, poursuivoient tous ceux qui avoient esté de son intelligence, vint à s'enquerir de Caius Blosius (qui estoit le principal de ses amis) combien il eust voulu faire pour luy, et qu'il eust respondu : Toutes choses. Comment toutes choses ? Suivit-il, et quoy, s'il t'eust commandé de mettre le feu en nos temples ? Il ne me l'eust jamais commandé, repliqua Blosius. Mais s'il l'eust fait ? adjousta Lælius : J'y eusse obey, respondit-il. S'il estoit si parfaictement amy de Gracchus, comme disent les histoires, il n'avoit que faire d'offenser les Consuls par cette dernière et hardie confession : et ne se devoit departir de l'asseurance qu'il avoit de la volonté de Gracchus. Mais toutesfois ceux qui accusent cette responce comme seditieuse, n'entendent pas bien ce mystere : et ne presupposent pas comme il est, qu'il tenoit la volonté de Gracchus en sa manche, et par puissance et par cognoissance. Ils estoient plus amis que citoyens, plus amis qu'amis ou qu'ennemis de leur païs, qu'amis d'ambition et de trouble. S'estans parfaittement commis, l'un à l'autre, ils tenoient parfaittement les renes de l'inclination l'un de l'autre : et faictes guider cet harnois, par la vertu et conduitte de la raison (comme aussi est il du tout impossible de l'atteler sans cela) la responce de Blosius est telle, qu'elle devoit estre. Si leurs actions se demancherent, ils n'estoient ny amis, selon ma mesure, l'un de l'autre, ny amis à eux mesmes. Au demeurant cette response ne sonne non plus que feroit la mienne, à qui s'enquerroit à moy de cette façon : Si vostre volonté vous commandoit de tuer vostre fille, la tueriez vous ? et que je l'accordasse : car cela ne porte aucun tesmoignage de consentement à ce faire : par ce que je ne suis point en doute de ma volonté, et tout aussi peu de celle d'un tel amy. Il n'est pas en la puissance de tous les discours du monde, de me desloger de la certitude, que j'ay des intentions et jugemens du mien : aucune de ses actions ne me sçauroit estre presentee, quelque visage qu'elle eust, que je n'en trouvasse incontinent le ressort. Nos âmes ont charié si uniment ensemble : elles se sont considerees d'une si ardante affection, et de pareille affection descouvertes jusques au fin fond des entrailles l'une à l'autre : que non seulement je cognoissoy la sienne comme la mienne, mais je me fusse certainement plus volontiers fié à luy de moy, qu'à moy.  »
Je me fusse certainemement plus volontiers fié à luy de moy, qu'à moy fait nécessairement songer à la parole de saint Augustin sur Dieu : Interior intimo meo [Dieu m'est plus intime à moi-même que moi-même] .
La suite met l'accent sur une dimension que l'on pourrait appeler "extraordinaire" de l'amitié car elle ne s'exprime pas souvent de cette manière :
« (…) à notre première rencontre, qui fut par hasard en une grande fête et compagnie de ville, nous nous trouvas mes si pins, si cognas, si obligez entre nous, que rien des lors ne nous fut si proche, que l'un à l'autre. Il écrivit une Satyre Latine excellente, qui est publiée : par laquelle il excuse et explique la précipitation de notre intelligence, si promptement parvenue à sa perfection. Ayant si peu à durer, et ayant si tard commencé (car nous restions tous deux hommes faits : et lui plus de quelque année) elle n'avoit point à perdre temps. Et n'avoit à se régler au patron des amitiez molles et regulieres, aus quelles il faut tant de precautions de longue et preallable conversation. Cette cy n'a point d'autre idee que d'elle mesme, et ne se peut rapporter qu'à soy. Ce n'est pas une spéciale considération, ny deux, ny trois, ny quatre, ny mille : c'est je ne sçay quelle quinte-essence de tout ce meslange, qui ayant saisi toute ma volonté, l'amena se plonger et se perdre dans la sienne, qui ayant saisi toute sa volonté, l'amena se plonger et se perdre en la mienne : d'une faim, d'une concurrence pareille. Je dis perdre à la vérité, ne nous reservant rien qui nous fust propre, ny qui fust ou sien ou mien6. »

#### L'amitié et la mort
Montaigne dans ses essais parle de la mort de son ami La Boétie à laquelle il assista longuement. Dans le même registre, une autre des scènes les plus impressionnantes d'amitié dans la littérature, en raison de sa longueur, est sans doute celle du roman de Joseph Malègue, Augustin ou le Maître est là, qui met en présence deux amis de l'École Normale Supérieure reprenant leurs graves discussions intellectuelles sur la foi. Le critique littéraire flamand Joris Eeckhout a écrit dans ses Litteraire profielen que ce « dialogue entre les deux amis devrait pouvoir être reproduit ici in extenso, non pas seulement en raison de son intérêt apologétique mais surtout à cause de sa valeur littéraire : il appartient en effet aux très belles pages de la littérature mondiale. »

## Philosophie contemporaine

### Impossibilité de généraliser un sentiment intime
Examinant les différentes formes de mépris social, Axel Honneth distingue, dans Intégrité et mépris : a) les humiliations physiques par le viol ou la torture de la personnalité individuelle, b) l'exclusion sociale c) le mépris pour des formes de réalisation de soi. La première forme est le traitement humain le plus dégradant car dit-il, ce mépris dépouille l'être humain de l'autonomie physique dans son rapport à lui-même et il détruit par là même une composante élémentaire de sa confiance au monde. Une telle destruction exige une forme de reconnaissance que Hegel appela dans sa jeunesse et sa phase romantique l'amour et qui concerne l'amitié.

Les besoins et les affects ne peuvent être confirmés que si on les satisfait directement et par conséquent la reconnaissance doit prendre la forme d'une approbation et d'un encouragement affectifs, ce qui ne se peut que dans une relation de reconnaissance où des personnes en chair et en os se portent des sentiments d'estime particuliers. À partir de là, l'individu peut adopter à son égard une attitude de confiance en soi, notamment dans l'expression de ses besoins et émotions. Ce mode de rapport – dans lequel on peut inclure l'amitié – n'est pas généralisable, notamment parce que ces attitudes ne peuvent être exigibles des individus comme on en peut exiger l'obéissance à la loi, aux valeurs de solidarité, etc. Honneth écrit donc à propos de l'amitié 
«  Ce mode de rapport de reconnaissance n'est pas généralisable au-delà du cercle des relations sociales primaires telles qu'elles apparaissent dans les liens affectifs de type familial dans les amitiés ou dans les relations amoureuses. Puisque les attitudes d'affirmation émotionnelle sont liées à des présuppositions de sympathie et d'attrait qui ne sont pas à la disposition des individus, ces attitudes ne peuvent être indéfiniment étendues pour couvrir un nombre toujours plus grand de partenaires d'interaction. Cette attitude de reconnaissance implique donc un particularisme moral qu'aucune tentative d'universalisation ne peut faire disparaître[source insuffisante]. »

### Agamben et la méconnaissance délibérée de la philia aristotélicienne
Pour précède tout autre partage, parce que ce qu’elle départage est le fait même d’exister, la vie même ». L'amitié précède toute représentation ou conceptualisation : 
Qu’est-ce en effet que l’amitié, sinon une proximité telle qu’on ne peut s’en faire une représentation, ni un concept ? Reconnaître quelqu’un comme ami signifie ne pas pouvoir le reconnaître comme « quelque chose ». On ne peut pas dire « ami » comme on dit « blanc », « italien », « chaud » — l’amitié n’est pas la propriété ou la qualité d’un sujet.
Son extrême proximité, sa coextensivité avec le sentiment d'exister, qu'Agamben appelle un « con-sentir », expliquerait l'incapacité des philosophes à en prendre la mesure, comme l'illustre sa présence même dans le termehe[Quoi ?] et Derrida, il aurait été délibérément problématisé, pour des raisons « stratégiques ». Diogène Laërce, dans ses Vies, doctrines et sentences des philosophes illustres rapporte un propos d'Aristote qui, selon Derrida et Nietzsche, serait énigmatique et paradoxal à dessein : 
ô philoi, oudeis philos
« mes amis, il n'y a pas d'amis »
Or, Agamben souligne que ni Nietzsche, philologue de formation, ni Derrida, qu'Agamben avait contacté à ce sujet, ne pouvaient ignorer que le véritable propos d'Aristote était bien plus intelligible qu'ils ont voulu le faire croire. Une fois la coquille corrigée, comme le philologue Isaac Casaubon l'avait fait dès 1616, 
hô philoi, oudeis philos
« celui qui a beaucoup d'amis, il n'a pas d'amis »
le propos devient conforme au style et au propos d'Aristote dans livres huit et neuf de l'Éthique à Nicomaque : 
Ceux qui ont beaucoup d’amis et se lient intimement avec tout le monde passent pour n’être réellement amis de personne (excepté quand il s’agit du lien qui unit entre eux des concitoyens), et on leur donne aussi l’épithète de complaisants. Pour l’amitié entre concitoyens, il est assurément possible d’être lié avec un grand nombre d’entre eux sans être pour autant complaisant et en restant un véritable homme de bien. Toujours est-il qu’on ne peut pas avoir pour une multitude de gens cette sorte d’amitié basée sur la vertu et sur la considération de la personne elle-même, et il faut même se montrer satisfait quand on a découvert un petit nombre d’amis de ce genre. (Éthique à Nicomaque, Chapitre 10, Livre IX.)
Agamben, au moyen d'une analogie avec les mécanismes de l'insulte, explique les raisons du malaise des philosophes : « le terme « ami » partagerait cette condition, non seulement avec les insultes, mais aussi avec les termes philosophiques dont on sait bien qu'ils n'ont pas une dénotation objective mais, qu'à la manière des termes que les logiciens médiévaux définissaient comme des « transcendants », ils signifient tout simplement l'être ».